# Riku Riski
Riku Riski est un footballeur finlandais, né le 16 août 1989 à Askainen. Il occupe le poste de milieu offensif au TPS Turku.
Il est le frère de Roope Riski, joueur de Cesena actuellement prêté à Hønefoss.

## Biographie
Formé au Maskun Palloseura, Riku Riski rejoint le TPS Turku en 2006. À seize ans, il fait ses débuts en première division.
En janvier 2011, Riski signe un contrat de trois ans et demi au Widzew Łódź en Pologne. Peu utilisé par son entraîneur, il est prêté six mois plus tard au Örebro SK, club suédois. Après avoir joué sept matches et inscrit un but en Allsvenskan, le joueur finlandais revient au Widzew, qui ne compte plus sur lui.
Le 5 janvier 2012, Riski s'engage avec le Hønefoss BK en Norvège.
Après deux excellentes saisons au sein d'Hønefoss, il signe pour le Rosenborg BK, l'un des plus grands clubs de Norvège.
Le 8 janvier 2016, il est prêté à Dundee United.

## Palmarès
Vierge